# Tressis
El tressis (del latín: tres) es una moneda de bronce romana y tiene tres veces el valor de un as.
Esta moneda solo fue acuñada dos veces durante la época de la República romana, la primera vez en el año 260 a. C. y la segunda vez en el año 215 a. C. Ambas acuñaciones se realizaron en Roma.
El sello de esta moneda son tres líneas verticales, cada una de las cuales representa el valor de un as. En el anverso hay una cabeza de la diosa Roma mirando a la derecha y el sello de valor. En el reverso se puede ver una rueda con seis radios en la primera emisión y una proa de barco en la segunda.
Después de la introducción de los denarios, esta moneda fue retirada de la circulación debido a su tamaño.